# Iltis (Schiff, 1928)
Die Iltis war ein Torpedoboot der Reichs- und Kriegsmarine und gehörte zur Raubtier-Klasse. Das Schiff diente zunächst als Ausbildungsschiff, später fuhr es Einsätze im Rahmen des Spanischen Bürgerkrieges. Im Zweiten Weltkrieg nahm die Iltis an diversen Mineneinsätzen in der Nordsee teil und wurde mit einer Vielzahl von Geleitschutz- und Sicherungsaufgaben betraut.
Die Iltis  sank bei einem Gefecht mit britischen Motortorpedobooten (MTB) nach einem Torpedotreffer vor der holländischen Küste.

## Geschichte

### Bau
Das Torpedoboot wurde unter der Baunummer 110 gemeinsam mit der Wolf am 8. März 1927 bei der Reichsmarinewerft in Wilhelmshaven auf Kiel gelegt. Beide Boote liefen am 12. Oktober 1927 vom Stapel. Admiral a. D. Wilhelm von Lans, der während des Boxeraufstandes Kommandant des Kanonenbootes Iltis gewesen war, hielt die Taufrede, seine Frau taufte das neue Torpedoboot.

### Indiensthaltung 1927 bis 1932
Die Indienststellung der Iltis erfolgte am 1. Oktober 1928. Sie erhielt die Friedenskennung IT und gehörte zur 3. Torpedoboot-Halbflottille. Die anschließenden Probefahrten erfolgten bis zum 20. Dezember 1928, danach diente die Iltis während der üblichen Manöver zur Ausbildung. 1930 nahm das Schiff an einer Mittelmeerreise teil. Im Jahr danach folgte vom 15. Juni bis zum 3. Juli eine Sommerreise in norwegische Gewässer. Am 6. Februar 1932 wurde die Iltis außer Dienst gestellt, ihr Schiffspersonal wurde der Wolf überstellt.

### Indiensthaltung 1932 bis 1937
Am 1. Oktober 1932 wurde die Iltis erneut in Dienst gestellt und wieder der 3. Torpedoboot-Halbflottille zugeteilt. Ihr Stammpersonal rekrutierte sich aus dem der außer Dienst gestellten Leopard. Mit dieser Crew besuchte die Iltis im Sommer 1933 Helsinki und Riga. Daran anschließend erfolgte eine weitere Ausbildungsfahrt in schwedischen Gewässern. Im September 1936 nahm das Schiff und seine Besatzung zusammen mit der Tiger Kurs auf spanische Gewässer, wo sie die beiden Schiffe Kondor und Möwe ablösten. Danach war die Iltis Bestandteil der internationalen Seeblockade. Im Oktober des gleichen Jahres lief die Iltis nach Deutschland zurück, um im Folgemonat zurückzukehren und zusammen mit anderen Schiffseinheiten am erfolglosen Befreiungsversuch des inhaftierten Falangistenführers José Antonio Primo de Rivera teilzunehmen. Im Dezember 1936 traf das Schiff wieder in Deutschland ein. Am 3. Juni 1937 lief die Iltis wieder in spanische Gewässer aus, kehrte aber schon im Juli wieder zurück und wurde am 17. des Monats abermals außer Dienst gestellt.

### Indiensthaltung 1938 bis 1942
Am 5. Januar 1938 wurde die Iltis wieder in Dienst gestellt und zu Ausbildungszwecken der 3. und 5. Zerstörerdivision zur Verfügung gestellt. Mit Wirkung vom 1. Februar 1938 bildete die Iltis zusammen mit der Tiger und der Wolf die 3. Torpedoboot-Flottille, die von März bis Juli 1938 in spanischen Gewässern kreuzte. Nach der Rückkehr der drei Torpedoboote wurde die 3. in 6. Torpedoboot-Flottille umbenannt. Diese Flottille wurde im April 1939 durch die bisherige 4. Torpedoboot-Flottille vergrößert. Zuvor war die Iltis im März 1939 zusammen mit anderen deutschen Schiffseinheiten an der Wiedereingliederung des Memellandes an das Deutsche Reich beteiligt.
Nach Ausbruch des Zweiten Weltkrieges wurde die Iltis zu defensiven Minenunternehmen und zum Handelskrieg in der Nordsee herangezogen. Zudem war sie mit diversen Sicherungs- und Geleitaufgaben betraut. So stellte die Iltis am 13. November 1939 die Sicherung der Leichten Kreuzer Nürnberg und Köln, die ihrerseits mehrere Zerstörer bei der Verminung der Themsemündung deckten. Weitere Sicherungsaufgaben folgten am 17. November im Rahmen des Minenunternehmens „Themse Mitte“. Am 30. Januar 1940 kollidierte die Iltis in der Nordsee mit dem Unterseeboot U 15, welches daraufhin mit seiner gesamten Besatzung von 25 Mann sank. Anschließend wurde die Iltis zu Reparaturzwecken in eine Werft gebracht. Durch die dadurch bedingte Liegezeit war das Schiff im April 1940 nicht am Unternehmen Weserübung beteiligt. Am 26. Juli 1940 stellte die Iltis mit vier weiteren Torpedobooten den Geleitschutz für das beschädigte Schlachtschiff Gneisenau auf seiner Überführung von Norwegen nach Kiel. Während dieser Fahrt wurde die Luchs durch das britische U-Boot Thames durch einen Torpedotreffer versenkt. Anschließend war die Iltis wieder an der Legung von Minensperren beteiligt.
Im September 1940 wurde das Torpedoboot nach Frankreich verlegt. Im Hafen von Le Havre wurde die Iltis am 26. September von einer Bombe getroffen. Dabei starben sechs Besatzungsmitglieder, weitere sieben wurden verletzt. Nach erneuter Reparaturzeit im Hafen von Cherbourg nahm die Iltis erst Ende Dezember 1940 wieder am Legen von Minensperren teil. Diese Unternehmungen dauerten bis März 1941 an. Während dieser Zeit stellte die Iltis im Februar 1941 auch den Geleitschutz für den zu einer Atlantikunternehmung auslaufenden Schweren Kreuzer Admiral Hipper. Am 16. Februar 1941 wurde die 6. T-Flottille aufgelöst. Die Boote, einschließlich der Iltis, wurden der 5. T-Flottille unterstellt. Am 21. und 22. März 1941 war die Iltis neben der Jaguar erneut Begleitschutz für die in Brest einlaufende Kampfgruppe aus Gneisenau und Scharnhorst unter Admiral Günther Lütjens, die vom Unternehmen Berlin aus dem Atlantik zurückkehrten.
Ende März 1941 wurde die Iltis von ihrem bisherigen Seegebiet abgezogen und in den Raum Norwegen beordert. Zusammen mit der Jaguar traf sie in Stavanger ein. Die Jaguar hatte auf dem Weg dorthin ihr Ruder verloren und musste von der Iltis geschleppt werden. Die Iltis fuhr nach Bergen weiter. Gemeinsam mit Z 23 und Z 24 begleitete sie am 30. März die Admiral Scheer auf ihrem Weg von Kiel bis in zur Insel Anholt. Vom 11. April bis zum 22. Juni 1941 lag die Iltis in der Werft von Schiedam. Danach wurde sie im Juli und August 1941 zu Geleitschutzaufgaben im dänisch-norwegischen Raum abgestellt. Am 25. August des gleichen Jahres wurde die 5. T-Flottille von der Gruppe Nord entlassen, die Iltis gehörte fortan zur 24. U-Flottille, wo sie als Schul- und Fangboot ihren Dienst tat. Im Januar 1942 wurde sie wieder in den Kampfeinsatz übernommen. Nach einem Aufenthalt in der Werft in Schiedam zur Reparatur von Eisschäden gehörte das Torpedoboot wieder der 5. T-Flottille an. Mit diesem Verband nahm das Schiff am Unternehmen Cerberus, dem Kanaldurchbruch der Gneisenau, Scharnhorst und Prinz Eugen, im Februar 1942 teil. Danach war die Iltis wieder im Geleitdienst im Westraum eingesetzt, bei dem sie mehrfach in Gefechte mit britischen Einheiten geriet.

### Verbleib
Am 10. Mai 1942 übernahm die Iltis den Geleitschutz des Hilfskreuzers Stier auf der Route von Hoek van Holland zur Biskaya. Am 13. Mai 1942 wurde die Iltis bei der Durchführung dieses Auftrages von mehreren britischen Motortorpedobooten angegriffen. Nach einem Torpedotreffer brach die Iltis auseinander und versank innerhalb von Minuten um 4.04 Uhr bei Boulogne auf Position 50° 46′ N, 1° 34′ O. Rettungsversuche der britischen Kräfte unterblieben. Herbeieilende deutsche Schnellboote retteten zwei Stunden später 33 Überlebende; 115 Mann der Besatzung starben, unter ihnen der Kommandant.

## Kommandanten
| 1. Oktober 1928 bis September 1929 | Kapitänleutnant Ulrich Brocksien                            |
| September 1929 bis September 1931  | Oberleutnant zur See / Kapitänleutnant Rudolf Peters        |
| September 1931 bis 6. Februar 1932 | Kapitänleutnant Hans Michahelles                            |
| 1. Oktober 1932 bis September 1933 | Kapitänleutnant Hans-Joachim Gloeckner                      |
| September 1933 bis September 1935  | Oberleutnant zur See / Kapitänleutnant Paul Friedrich Düwel |
| Oktober 1935 bis 17. Juli 1937     | Kapitänleutnant Arthur Wenninger                            |
| 5. Januar 1938 bis Februar 1938    | Kapitänleutnant Viktor Schütze                              |
| Februar 1938 bis Oktober 1940      | Kapitänleutnant Heinz Schuur                                |
| Oktober 1940 bis 13. Mai 1942      | Kapitänleutnant Walther Jacobson                            |